# Корте Брунятела
Ко̀рте Брунятѐла (на италиански: Corte Brugnatella, на местен диалект Curt, Курт) е община в северна Италия, провинция Пиаченца, регион Емилия-Романя. Разположено е на 476 m надморска височина. Населението на общината е 634 души (към 2010 г.).
Административен център на общината е село Марсаля (Marsaglia).

## История
Общината Камината е част от провинция Павия, регион Ломбардия до 1923 г., когато участва провинция Пиаченца.